# Barbarakirche (Nowa Sól)

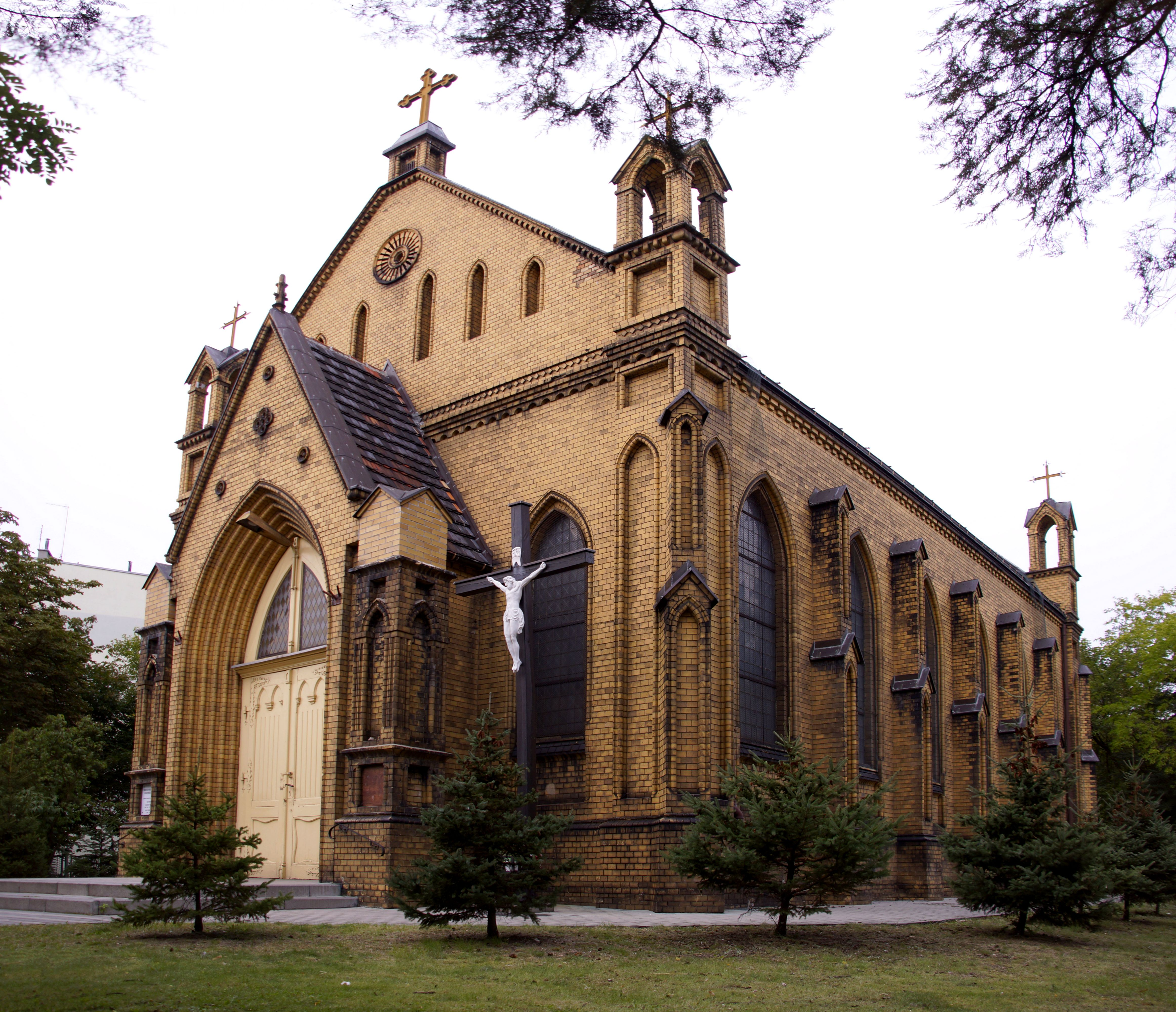
Barbarakirche, ehemals Erlöserkirche in Neusalz an der Oder

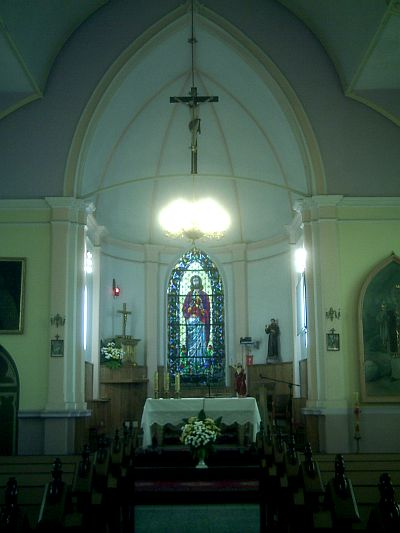
Altarraum

Die heutige Barbarakirche (polnisch: Kościół pw. św. Barbary w Nowej Soli, ursprüngliche Bezeichnung: Erlöserkirche) ist die ehemalige altlutherische Kirche von Nowa Sól (deutsch: Neusalz an der Oder), einer Stadt in Niederschlesien in der polnischen Woiwodschaft Lebus. Als Barbarakirche dient sie heute als Hilfskirche der römisch-katholischen Gemeinde St. Antonius von Neusalz.

## Geschichte
Nach Gründung der Altlutherischen Kirche 1845 in Breslau hatte sich auch eine Gemeinde im benachbarten  Freystadt in Schlesien etabliert, zu der auch Neusalz gehörte. Um die Wende zum 20. Jahrhundert entstand hier eine eigenständige altlutherische Gemeinde mit eigenem Kirchenbau, der am 9. November 1900 geweiht wurde. Hierbei handelt es sich um eine mit gelbem Verblendklinker errichtete neugotische turmlose Saalkirche mit halbkreisförmiger Apsis. Die Eckbetonung des durch Strebepfeiler gegliederten Baukörpers erfolgt durch Fialenpfeiler, der Eingang ist als Wimpergportal ausgebildet, dessen ursprüngliche Fialenaufsätze nachträglich vereinfacht wurden.
Der von einer vorgekragten Spitztonne überdeckte Kirchenraum besitzt eine einfache Ornamentverglasung der Erbauungszeit, das Achsfenster des Altarhauses enthält mit Bezug auf das ursprüngliche Patrozinium der Kirche eine Christus-Darstellung.